# Карза (приток Парабели)
Карза (южноселькупск. Ка́рза — запорная река) — река в Томской области России. Устье реки находится в 186 км по правому берегу реки Парабель. Длина реки составляет 66 км, площадь водосборного бассейна 520 км². Притоки: Гаревая, Чёрная Речка, Прямой, Пихтовая.

## Данные водного реестра
По данным государственного водного реестра России относится к Верхнеобскому бассейновому округу, водохозяйственный участок реки — Обь от впадения реки Кеть до впадения реки Васюган, речной подбассейн реки — Кеть. Речной бассейн реки — (Верхняя) Обь до впадения Иртыша.